# Guestling
Guestling är en ort och civil parish i Storbritannien.   Den ligger i grevskapet East Sussex och riksdelen England, i den sydöstra delen av landet, 90 km sydost om huvudstaden London. Guestling ligger 79 meter över havet och antalet invånare är 1 273.
Terrängen runt Guestling är platt. Havet är nära Guestling åt sydost.  Närmaste större samhälle är Hastings, 5,5 km sydväst om Guestling. Trakten runt Guestling består i huvudsak av gräsmarker.